# 第13太陽週期

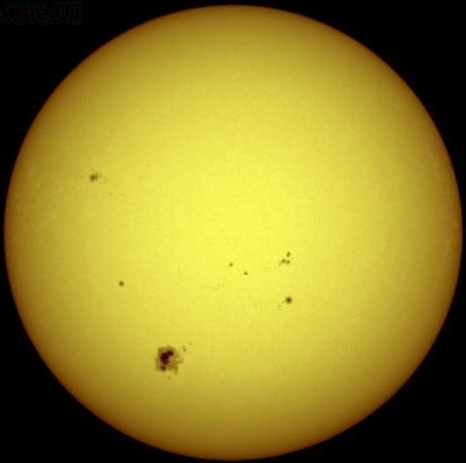
太陽和一些可見的黑子。

第13太陽週期是從1755年開始紀錄太陽黑子以來的第13個太陽週期，這個週期開始於1890年3月，結束於1902年2月，持續了11.9年。最大平滑黑子數（超過12個月期間的黑子月平均數值）為87.9，最小的數值為2.7，在這個週期內總共約有938天沒有黑子 。